# Angus Young
Angus McKinnon Young (født 31. marts 1955 i Glasgow, Skotland) er en australsk musiker, og lead-guitarist i den australske rock-gruppe AC/DC.

## Biografi
I 1963 flyttede Youngs forældre, Margaret og William, (sammen med børnene Margaret, George,Malcolm og Angus Young) til Sydneyforstaden Burwood. Den sidste bror, Alex, blev boende i Storbritannien. Allerede som femårig begyndte Angus at spille guitar. I begyndelsen lånte han en hos en af sine venner, men fik senere en foræret af storebror George.

### Dannelsen af AC/DC
I teenageårene spillede Angus i et band ved navn "Kantuckee". I 1973 dannede Angus og Malcolm Young AC/DC; Angus på lead guitar, Malcolm på rytmeguitar, Colin Burgess på trommer, Larry Van Kriedt på bas og Dave Evans som forsanger. De blev inspireret til navnet AC/DC, da de så bogstaverne bag på Margarets symaskine. Brødrene mente at betegnelsen passede godt på bandets rå energi, kraftfulde optrædener og kærligheden til deres musik.
Efter at have eksperimenteret med flere forskelliger kostumer på scenen (blandt andet SuperAng, en blanding af Superman, Zorro og bogstavet A) blev han enig med resten af AC/DC at han ville følge en af hans søstres råd – at bruge sin gamle gymnasie-uniform til koncerter, som senere er blevet til et af gruppens kendetegn.
Angus Young er gift med tidligere skolemodel Ellen Van Lochem som han blev gift med i Februar 1980. Parret har ingen børn. Parret bor til daglig i Kangaroo Point Sydney Australien men har også hus i Aalten Holland. [kilde mangler]

## Spillestil
Young er kendt for sin høj-energiske koncert-optræden – han blev tit hejst op på forsanger Bon Scotts skuldre, hvor han spillede sine soloer da han var yngre, og benytter stadig tit mange hop og spring, mens han spiller. Bl.a. hans berømte duckwalk, der stammer fra hans idol Chuck Berry. Angus' generelle bevægelse under guitarspillet er "the bob". Dette er en form for headbanging, hvor han, mens hovedet bevæges op, vipper højre fod to gange, og, når hovedet bevæges ned, vipper venstre fod to gange.
Youngs spille-stil er til rimeligt simple rytme-guitarer, og ofte meget hurtige og svære soloer. Han benytter ofte blues skalaer, men har dog mere ren rock end blues-lyd.

## Instrumenter og udstyr
Angus Young bruger forskellige Gibson SG'ere. Normalt spiller han på modellen fra 1964 og en SG Custom fra 1970. Angus Young ejer ca 200 guitarer bl.a. Gibson Les Pauls, Fender Stratocastere, Firebirds og Gibson ES-355'ere. På scenen bruger han som oftest Gibson SG.
Han bruger hovedsageligt en Marshall 100 watt Super Lead Plexi med relativ lidt distortion. I en live situation som en arena bruger Angus Young 9 Marshall Super Lead 100 watt forstærkere til at drive kabinetterne på scenen, ydermere bruger han ikke “in ear”.
Gibson har lavet en signature model til Angus Young. Det er ham selv der har designet diskant-pickuppen; bas-pickuppen er en '57 Classic humbucker. På hovedet er der en gravering af karrikaturen "devil schoolboy".